# 예쁜 남자 (만화)
《예쁜 남자 ~열 여자 정복기~》는 대한민국의 만화가 천계영의 장편만화다. 온라인만화 제공업체인 아이엠닷컴을 통하여 올컬러 연재되었으며 총103회, 전17권으로 완결되었다. 미남 독고마테가 여러 여자들과 만남을 가지면서 그들로부터 배우고 성장하며 야망을 이루어가는 과정을 그렸다. 2013년 하반기에 장근석 출연의 텔레비전 드라마로 제작되어 방영되었다.